# Lesse (río)

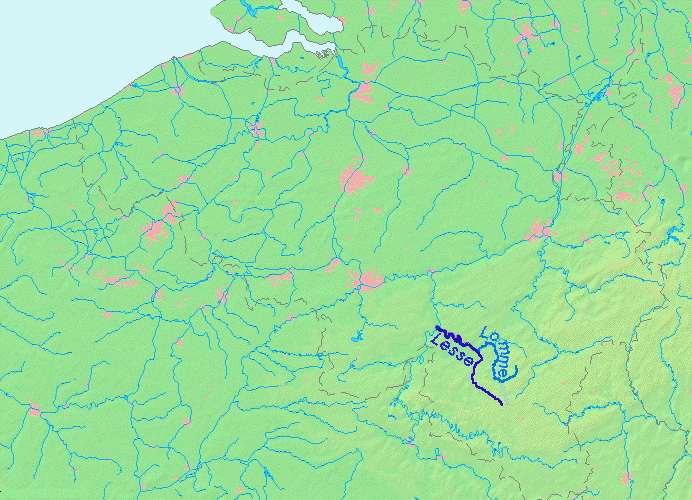
Red fluvial belga con el Lesse y su tributario, el Lomme

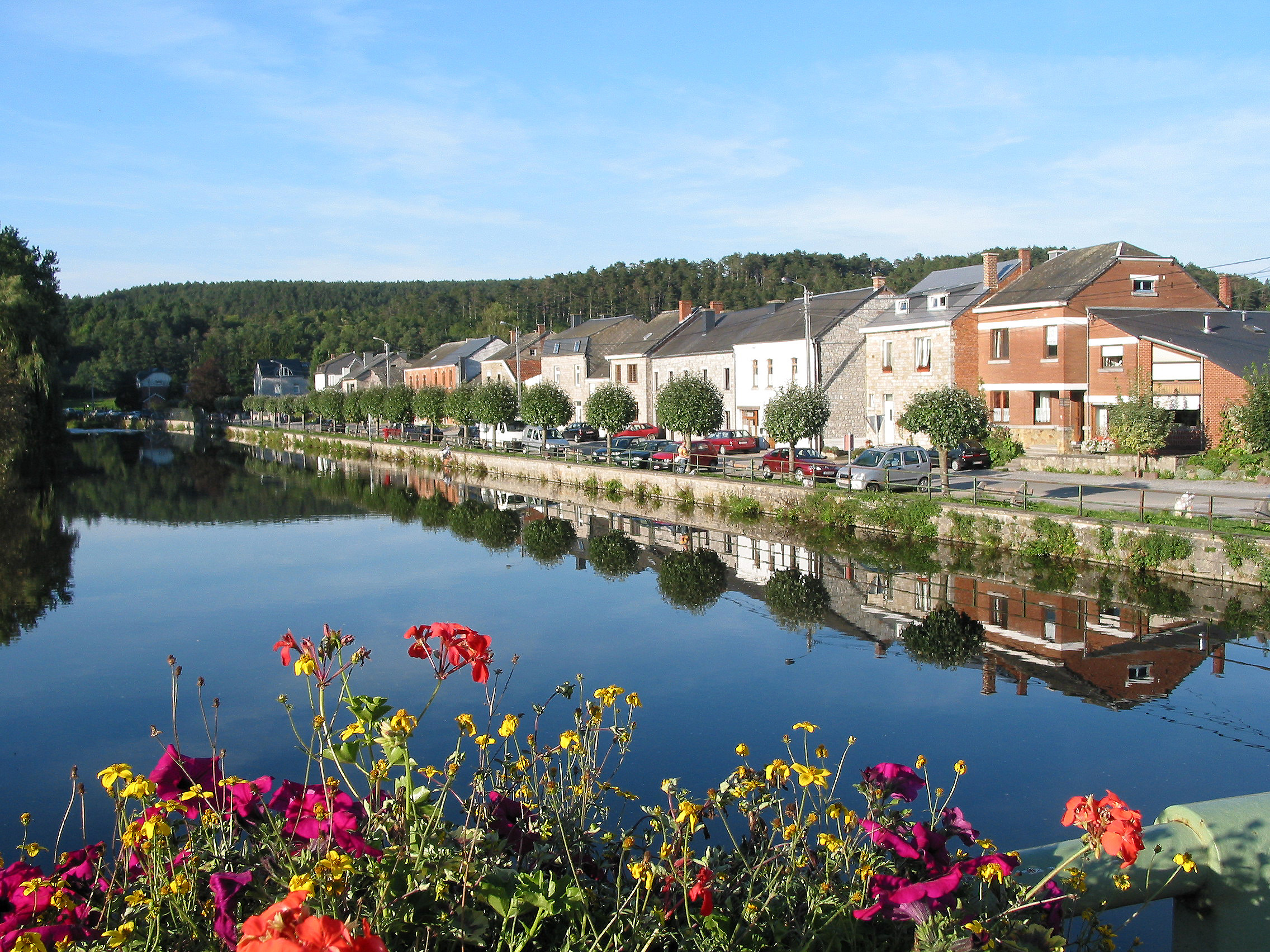
El río en Han-sur-Lesse.

El Lesse es un río de las Ardenas, en la región Valona, Bélgica. Es tributario del río Mosela.
La longitud de su curso es de unos 89 km y la cuenca del Lesse abarca 134,338 ha (1.343,4 km²) y una población de 62.500 habitantes, dando una densidad que es la menor de la región valona. El caudal medio observado en  Anseremme entre 1995 y 2004 fue de 19 m³/s, con un máximo de 26,1 m³/s en 1995, y un mínimo de 10,8 m³/s en 1996.
El nacimiento del Lesse está cerca de Libramont-Chevigny, en la provincia belga de Luxemburgo. El Lesse fluye en dirección noroeste. Cerca de  Han-sur-Lesse (municipio de Rochefort) el río discurre subterráneo fluyendo a través de cuevas. Algunas de estas cuevas son importantes sitios arqueológicos, entre ellas la Trou de Chaleux (junto al Cirque de Chaleux), y las cuevas de Trou des Nutons y Trou du Frontal en Furfooz. 
El Lesse desemboca en el Río Mosa en la villa de Anseremme, municipio de Dinant. Otras poblaciones del valle del Lesse son Daverdisse, Han-sur-Lesse, Houyet y Anseremme.
Se puede descender el río Lesse en kayak o en canoa desde  Houyet a Anseremme. A Houyet se puede llegar en tren y autobús desde Anseremme.